# Liachirus melanospilos
Liachirus melanospilos är en fiskart som först beskrevs av Bleeker, 1854.  Liachirus melanospilos ingår i släktet Liachirus och familjen tungefiskar. Inga underarter finns listade i Catalogue of Life.